# Jarosław Dziemian
Jarosław Dziemian (ur. 1950, zm. 15 sierpnia 2018) – polski przedsiębiorca.

## Życiorys
Ukończył Wyższą Szkołę Inżynierską w Białymstoku (obecnie Politechnika Białostocka) uzyskując tytuł inżyniera mechanika. Pracował między innymi jako taksówkarz oraz dyrektor Prywatnego Zrzeszenia Handlu i Usług. Następnie w 1991 utworzył przedsiębiorstwo wielobranżowe JARD. Był właścicielem kilku hoteli i zajazdów, w tym między innymi w Wasilkowie pod Jurowcami i Czarną Białostocką, białostockiego Hotelu Turkus, a także Klubu Rozrywki Krąg, aptek, sklepów kosmetyczno-drogeryjnych, warsztatu samochodowego i zakładów mięsnych. W 1995 uruchomił w Białymstoku – Podlaskie Centrum Medyczne. W 1997 nadawać zaczęło założone przez Dziemiana – Radio Jard, zaś w 2001 nadawanie rozpoczęło prowadzone przez dzieci i młodzież Radio Jard II. Był także właścicielem komercyjnej stacji telewizyjnej TV Jard. Jarosław Dziemian był pierwszym prezesem Podlaskiego Klubu Biznesu. W 2002 bez powodzenia kandydował w wyborach samorządowych na prezydenta Białegostoku. Był członkiem Kapituły Medalu Serce Ziemi.
Zmarł 15 sierpnia 2018 po długiej chorobie. Został pochowany na  Cmentarzu Farnym w Białymstoku .

## Odznaczenia i wyróżnienia
- 2005 – Srebrny Krzyż Zasługi za zasługi w działalności na rzecz osób niepełnosprawnych[12],
- 2008 – Odznaka Honorowa Województwa Podlaskiego[13].